# Mercsény
Mercsény románul: Mercina, falu Romániában, a Bánságban, Krassó-Szörény megyében.

## Fekvése
Oravicabányától északnyugatra, a Karas bal parti út mellett fekvő település.

## Története
Mercsény, Mirsatelke (Mirsinc) nevét 1355-ben iobagiones Nicolai de Mirsatelleke formában említette először oklevél. 1421-ben p. Myrsinch, 1717-ben Mirsina, 1785-ben Merschina, 1808-ban Mercsina, 1913-ban Mercsény formában írták.
1355-ben Jánki Miklós birtoka, akinek itteni jobbágyai tanúskodtak az agyagosiak ügyében. 1421-ben is a Jánkiak birtokaként volt említve.
1896 után Vályi András írta Mercsényről: „Mercsina. oláh falu Krassó Vármegyében, földes Ura a Királyi Kamara, lakosai óhitűek, fekszik Karas vize mellett, Jám, Brastyán, és Grenácz között, határja négy nyomásbéli, egészen térséges, sok kukoricát, és búzát terem, a lakosok marhákkal, juhokkal, és más effélékkel kereskednek, erdeje, szőleje nincs.”
1851-ben pedig Fényes Elek így írt a településről: „Mercsina, oláh falu, Krassó vármegyében, Kákovához 1 1/2 órányira a Karas mellett egy térségen, 4 katholikus, 1349 óhitű lakossal, anyatemplommal, jó búzát és kukoricát termő földekkel, nevezetes marha- és juhtenyésztéssel, szilvás kertekkel.”
A trianoni békeszerződés előtt Krassó-Szörény vármegye Jámi járásához tartozott.
1910-ben 1699 lakosából 1604 román, 35 magyar, 23 német volt. Ebből 1558 görög keleti ortodox, 287 görögkatolikus, 46 római katolikus volt.